# Партнерство за мир
| Чланице НАТО (1994) Садашње чланице НАТО које су претходно биле чланице програма Партнерство за мир | Чланице програма Партнерство за мир. Државе које исказују жељу у придруживању програму Партнерство за мир. |

Партнерство за мир је политичко-војни програм НАТО савеза усмерен ка стварању поверења имеђу НАТО и других земаља Европе и некадашњег Совјетског Савеза, успостављању међусобне војне сарадње и регионалне стабилности. Основан је 1994. године, након пада Источног блока.
Обим сарадње притом засебно одређује свака држава потписница Појединачним партнерским програмом (IPP). Најчешће се ради о заједничким маневрима и испуњавању НАТО стандарда при набавци нове војне опреме, или се официри земаља чланица могу школовати у другим земљама. Могуће је и учешће земаља чланица Партнерства у мировним мисијама НАТО савеза. У случају претње напада на неку од земаља потписница, предвиђена је консултација НАТО. Међутим, Партнерство за мир није експлицитни одбрамбени савез и државе чланице НАТО могу засебно да одлуче хоће ли евентуално упутити помоћ у одбрани.
Дванаест земаља које су биле чланице програма су у међувремену приступиле НАТО пакту. Партнерство за мир може тако бити предворје за улазак у Атлантски савез, али има и држава чланица које ван сваке сумње нису заинтересоване за чланство у самом пакту.
Партнерством за мир управља Савет евроатлантског партнерства, које се састоји од 26 чланица НАТО савеза и 23 чланице Партнерства за мир.
Србија, Црна Гора и Босна и Херцеговина су програму Партнерство за мир приступиле 14. децембра 2006, пошто их је НАТО на састанку у Риги 29. новембра 2006. позвао да се прикључе.

## Начела и области деловања
Према НАТО савезу, ”циљ Партнерства за мир је, засновано на посвећености демократским принципима на којима се темељи и сама алијанса, да повећа стабилност, умањи опасности за мир и изгради ојачане безбедносне везе између партнерских земаља и НАТО савеза, као и између самих партнерских земаља.” Оквирним документом, свака земља преузима значајан број далекосежних политичких обавеза: да чува демократско друштво, поштује принципе међународног права, испуњава обавезе према Повељи Уједињених нација, Општој декларацији о људским правима, Завршном акту из Хелсинкија и међународним договорима о разоружању и контроли наоружања, да се уздржава од претње силом усмерене ка другим земљама, да поштује постојеће границе и решава спорове мирним путем. Осим тога, установљавају се и конкретна посвећења да се промовише транспарентност у планирању националне одбране и буџета, да се успостави демократска контрола над оружаним снагама, и да се развију способности за заједничко дејство са НАТО у хуманитарним и операцијама одржавања мира.
Савезници се Оквирним документом обавезују да се консултују са партнерском земљом ако она сматра да су јој непосредно угрожени територијални интегритет, политичка независност или сигурност. Овом одредбом су се користиле Албанија и Македонија током рата на Косову и Метохији.
Чланство у Партнерству за мир јесте пре свега билатерални уговор између појединачне земље партнера и НАТО савеза. Земље потписнице бирају појединачне активности према својим амбицијама, потребама и могућностима и свој избор представљају НАТО савезу у тзв. Презентационом документу. Након овога, Савез и земља партнер заједнички развијају и договарају двогодишњи Појединачни партнерски програм. Сарадња се посебно усредсређује на реформу одбране и управљање последицама реформе, али допире до великог броја активности НАТО, укључујући одбрамбену политику и планирање, односе између грађанске државе и војске, образовање и обуку, ваздушну одбрану, комуникације и информационе системе, управљање кризама и планирање за (цивилне) ванредне ситуације.

## Земље потписнице Оквирног документа Партнерства за мир
Тренутно, чланице су:
- Азербејџан (4. мај 1994)
- Аустрија (10. фебруар 1995)
- Босна и Херцеговина (14. децембар 2006)
- Грузија (23. март 1994)
- Република Ирска (1. децембар 1999)
- Јерменија (5. октобар 1994)
- Казахстан (27. мај 1994)
- Киргистан (1. јун 1994)
- Молдавија (16. март 1994)
- Русија (22. јун 1994)
- Србија (14. децембар 2006)
- Таџикистан (20. фебруар 2002)
- Туркменистан (10. мај 1994)
- Узбекистан (13. јул 1994)
- Украјина (8. фебруар 1994)
- Финска (9. мај 1994)
- Швајцарска (11. децембар 1996)
- Шведска (9. мај 1994)

Некадашње чланице:
- Малта (приступила 1994.; повукла се 1996)

Следеће земље су биле чланице али су ступиле у пуно чланство у НАТО савезу 12. марта 1999.:
- Чешка (10. март 1994)
- Мађарска (8. фебруар 1994)
- Пољска (2. фебруар 1994)

Следеће земље су биле чланице али су ступиле у пуно чланство у НАТО савезу 29. марта 2004.:
- Бугарска (14. фебруар 1994)
- Естонија (3. фебруар 1994)
- Летонија (14. фебруар 1994)
- Литванија (27. јануар 1994)
- Румунија (26. јануар 1994)
- Словачка (9. фебруар 1994)
- Словенија (30. март 1994)

Следеће земље су биле чланице али су ступиле у пуно чланство у НАТО савезу 1. априла 2009.:
- Албанија (23. октобар 1994)
- Хрватска (25. мај 2000)

Следећа земља je била чланица али је ступила у пуно чланство у НАТО савезу 5. јуна 2017.:
- Црна Гора (14. децембар 2006)

Следећа земља je била чланица али је ступила у пуно чланство у НАТО савезу 27. марта 2020.:
- Северна Македонија (15. новембар 1995)